# United States House Committee on House Administration
Das United States House Committee on House Administration (CHA) (deutsch: Hausverwaltung) ist ein ständiger Ausschuss des Repräsentantenhauses der Vereinigten Staaten. Derzeitige Vorsitzende ist Susan Ellen Lofgren (D-KA), Oppositionsführer (Ranking Member) ist Rodney Lee Davis (R-IL).

## Aufgabenbereich
Die Hauptaufgabe des Hausverwaltungsausschusses ist es, sich um die Organisation der Repräsentantenhauses zu kümmern. Dazu zählen sowohl die Erneuerung der Technologie (PC´s und ähnliches) als auch die Sicherheitsmaßnahmen, insbesondere nach den Anthrax-Anschlägen des Jashres 2001.

## Geschichte
Der Ausschuss wurde 1946 durch den Legislative Reorganization Act erschaffen und trat am 2. Januar 1947 erstmals zusammen. Die Hauptaufgabe war seitdem die Organisation und Überwachung von Bundeswahlen in den USA. Im Laufe der Zeit verschob sich seine Haupttätigkeit mehr und mehr auf die Erneuerung der Technologie wie die Einführung des House E-mail Systems und des House Intranet Systems.

## Mitglieder

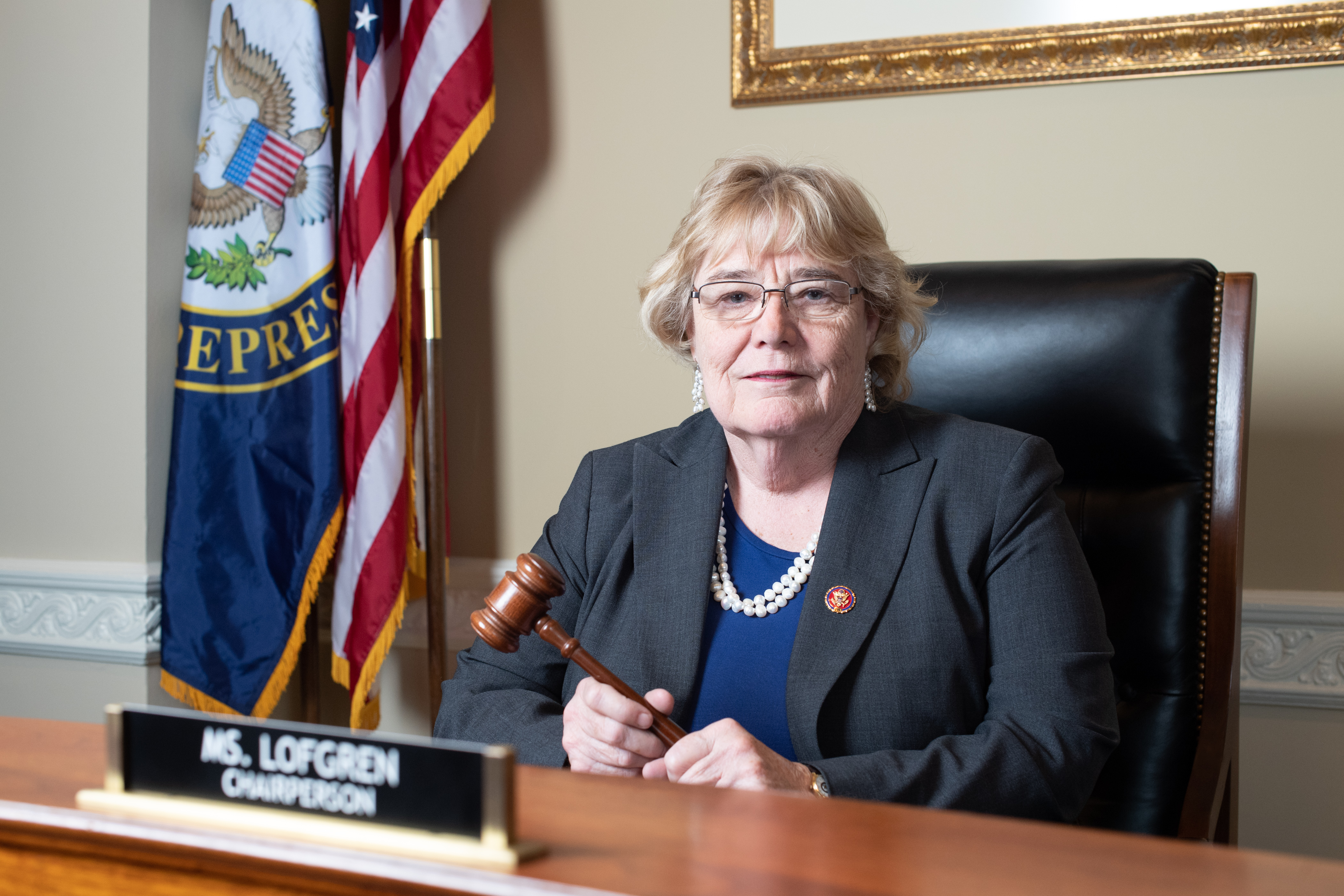
Zoe Lofgren, derzeitige Vorsitzende des Hausverwaltungsausschusses

Im 117. Kongress besteht der Ausschuss aus sechs Demokraten und drei Republikanern. Es gibt einen Unterausschuss (Subcommittee).
| Demokraten | Republikaner                                                                    |
| --- | ------------------------------------------------------------------------------- |
| - Susan Ellen Lofgren, Vorsitz - Jamin Ben Raskin - George Kenneth Butterfield - Peter Rey Aguilar - Mary Gay Scanlon - Teresa Isabel Leger Fernandez | - Rodney Lee Davis, Ranking Member - Barry Dean Loudermilk - Bryan George Steil |

## Unterausschuss
| Subcommittee | Übersetzung | Chair                      | Ranking Member     |
| ------------ | ----------- | -------------------------- | ------------------ |
| Elections    | Wahlen      | George Kenneth Butterfield | Bryan George Steil |